# Erjon Tola
Erjon Tola (* 15. Dezember 1986 in Tirana) ist ein albanischer Skirennläufer. Er war 2006 in Turin der erste Wintersportler, der jemals für Albanien bei Olympischen Winterspielen an den Start ging. Auch bei den Olympischen Spielen 2010 in Vancouver nahm er wieder als einziger Vertreter seines Landes teil.

## Werdegang
Tola begann im Alter von sechs Jahren Ski zu laufen. 1991 war sein Vater nach Italien emigriert und hatte sich in Cervinia (Aostatal) niedergelassen. Zwei Jahre später holte er seine Familie aus Albanien nach. In Cervinia schloss sich Tola dem örtlichen Skiclub an und bestritt erste Jugendrennen.
Da für die Olympischen Winterspiele 2006 der Wintersportort Sestriere – unweit des Wohnortes der Familie – als Veranstaltungsort für die alpinen Wettbewerbe vorgesehen war, entstand die Idee der erstmaligen Teilnahme Albaniens. Tolas Vater knüpfte Kontakte zum albanischen Skiverband. Zur sportlichen Vorbereitung nahm er in Italien an mehreren nationalen Jugendrennen sowie an den italienischen Meisterschaften teil. Ende Januar 2006 bestritt er sein erstes FIS-Rennen.

## Wettkämpfe
Bei den olympischen Wettkämpfen ging er in den drei Disziplinen Super-G, Riesenslalom und Slalom an den Start. Im Super-G kam er mit mehr als 13 Sekunden Rückstand auf den Sieger als letzter Fahrer in die Wertung, im Riesenslalom konnte er sechs Fahrer hinter sich lassen und wurde 35., im Slalom schied er im ersten Durchgang aus. Nach seinem olympischen Abenteuer bestritt er im Dezember noch zwei FIS-Rennen in der Schweiz. Danach nahm er für mehrere Jahre an keinen internationalen Rennen mehr teil. Anfang 2009 und 2010 fuhr er wieder mehrere FIS-Rennen.
Somit konnte er sich für die Olympischen Winterspiele in Vancouver qualifizieren. Wiederum als einziger albanischer Sportler wollte er in Vancouver erneut in den drei Disziplinen Super-G, Riesenslalom und Slalom antreten. Im Training in Vancouver hatte sich Tola verletzt, was auch Einfluss auf seine Leistung gehabt haben könnte: Im Riesenslalom wurde er nur 63., im Slalom als 48. Letzter, nachdem er wegen eines verpassten Tors zurücksteigen musste. Im Super-G ist er nicht gestartet.
Bei den Spielen 2014 in Sotschi war er auch angemeldet und trug erneut die Fahne; erstmals bestand die albanische Delegation aus zwei Sportlern und schloss die Skifahrerin Suela Mëhilli mit ein. Tola konnte aber bei den Rennen nicht starten, nachdem er sich im Training den Unterarm und die Hand gebrochen hatte und operiert werden musste. Er verbrachte fünf Tage in einem lokalen Krankenhaus.
Bei den Weltmeisterschaften 2015 in Vail/Bever Creek und 2017 in St. Moritz startete er im Riesenslalom und Slalom. Im Riesenslalom kam er auf Platz 57 resp. zwei Jahre später auf Platz 46, im Slalom im Jahr 2017 auf Platz 50, während er 2015 ausgeschieden ist. Bei den Olympischen Winterspielen 2018 in Pyeongchang trat er im Slalom und Riesenslalom erneut an. Seine besten Resultate an einem großen Wettkampf erzielte er an den Weltmeisterschaften 2021 in Cortina d’Ampezzo mit einem 29. Rang im Slalom und einem 34. Rang im Riesenslalom.
Für die Olympischen Winterspiele 2022 in Peking unterlag er knapp in der Ausscheidung gegenüber einem anderen Teilnehmer.

## Erfolge

### Olympische Winterspiele
- Turin 2006: 35. Riesenslalom, 56. Super-G
- Vancouver 2010: 48. Slalom, 63. Riesenslalom
- Pyeongchang 2018: 36. Slalom, 47. Riesenslalom

### Weltmeisterschaften
- Schladming 2013: 42. Slalom, 54. Riesenslalom
- Vail/Beaver Creek 2015: 57. Riesenslalom
- St. Moritz 2017: 46. Riesenslalom, 50. Slalom
- Åre 2019: 46. Slalom, 75. Riesenslalom
- Cortina d’Ampezzo 2021: 34. Riesenslalom, 29. Slalom

### Weitere Erfolge
- 2 Siege in FIS-Rennen

## Zitate
„Man ist ein kleiner Held, wenn man ganz alleine bei Olympia ist. Aber wirklichen Spaß macht es keinen.“

„I couldn't win in any case a medal, but I kept going.“